# Амазилія юкатанська
Амази́лія юкатанська (Amazilia yucatanensis) — вид серпокрильцеподібних птахів родини колібрієвих (Trochilidae). Мешкає в Північній Америці.

## Опис

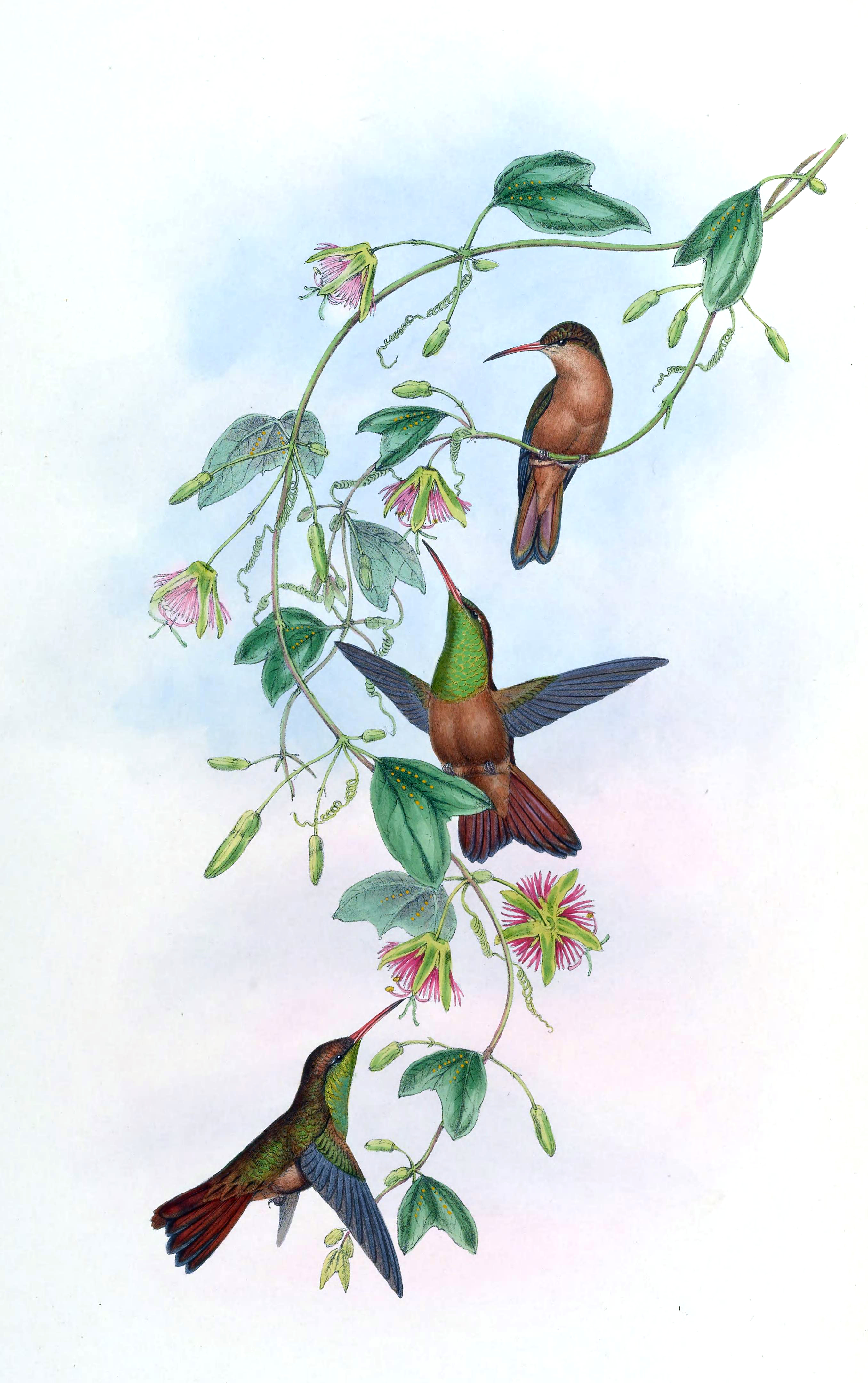
Юкатанські амазилії

Довжина птаха становить 10-11 см, вага 2,9-4,7 г. У самців верхня частина тіла металево-бронзово-зелена, тім'я більш тьмяне, надхвістя поцятковане рудувато-коричневими плямками. Стернові пера біля основи каштанові, на кінці бронзові. Підборіддя, горло і груди жовтувато-смарагдово-зелена з металевим відблисклм, гузка і нижні покривні пера хвоста темно-рудувато-коричневі. Дзьоб довгий, рожевувато-червоний, на кінці білих темний.
У самиць верхня частина дзьоба чорна, спина і горло у них менш блискучі. Центральні стернові пера переважно бронзово-зелені, крайні стернові пера каштанові з зеленувато-бронзовими кінчиками і краями. У представників підвиду A. y. chalconota верхня частина тіла має бронзовий відблиск, а гузка і нижні покривні пера у них світло-коричнювато-охристі, поцятковані бронзовими або бронзово-зеленими плямками. Представники підвиду A. y. cerviniventris схожі на представників підвиду A. y. chalconota, однак верхня частина тіла у них менш бронзова.

## Підвиди
Виділяють три підвиди:
- A. y. chalconota Oberholser, 1898 — від південного Техасу (долина Ріо-Гранде) до північно-східної Мексики (Сан-Луїс-Потосі);
- A. y. cerviniventris (Gould, 1856) — східна і південна Мексика (Веракрус, Пуебла, Оахака і Чіапас);
- A. y. yucatanensis (Cabot, S, 1845) — півострів Юкатан, південно-східна Мексика (Табаско, Кампече) північно-західна Гватемала (Петен) і північний Беліз.

## Поширення і екологія
Юкатанські амазилії гніздяться в США, Мексиці, Гватемалі і Белізі. Під час негніздового періоду деякі північні популяції мігрують на північий схід, на узбережжя Мексиканської затоки, регулярно досягаючи західної Флориди, іноді досягаючи Північної Кароліни. Юкатанські амазилії живуть в сухих і напівсухих субтропічних і тропічних лісах, на галявинах, в сухих чагарникових заростях, парках і садах. Зустрічаються на висоті до 1250 м над рівнем моря.
Юкатанські амазилії живляться нектаром різноманітних квітучих трав'янистих рослин, чагарників і дерева, а також комахами, яких ловлять в польоті або збирають з рослинності. Активно захищають кормові території. При живленні нектаром зависають в повітрі над квітками. Гніздування на Юкатані починається в січні і триває до кінця квітня, на сході Мексики триває з квітня по липень, на півдні Техасу триває з кінця травня до початку серпня. Гніздо чашоподібне, робиться з рослинних вологих, пуху, павутиння та іншого матеріалу, зовні покривається лишайниками і корою, розміщується в розвилці між гілками дерева або чагарника, на висоті від 1 до 3 м над землею, іноді вище.